# Morti nel 1402
| Questa pagina contiene informazioni ricavate automaticamente dalle voci biografiche con l'ausilio del template Bio e di un bot. L'aggiornamento è periodico e automatico e ricostruisce completamente la pagina. Se manca una persona in questa lista, sei pregato di non aggiungerla, ma accertati piuttosto che la sua voce biografica contenga il template Bio e che i dati anagrafici siano correttamente compilati. Se il template Bio manca, inseriscilo tu stesso o, in alternativa, metti l'avviso {{tmp\|Bio}} che ne segnala la mancanza. Se i dati riportati sono sbagliati, correggi direttamente la voce biografica; le modifiche saranno visibili in questa lista entro pochi giorni. Per chiarimenti vedi il progetto biografie. La lista contiene solo le 25 persone che sono citate nell'enciclopedia e per le quali è stato implementato correttamente il template Bio. Pagina aggiornata al 2 mag 2025. |

- 19 gennaio - Bona di Borbone, contessa (n. 1341)
- 6 febbraio - Louis de Sancerre, militare francese
- 16 febbraio - Guglielmo di Jülich-Geldern, duca (n. 1364)
- 26 marzo - David Stewart, Duca di Rothesay, nobile scozzese (n. 1378)
- 25 aprile - Jean de La Grange, vescovo cattolico, cardinale e politico francese
- 7 maggio - Amedeo di Savoia-Acaia, principe (n. 1363)
- 26 giugno - Giovanni I Bentivoglio, nobile italiano
- 13 luglio - Jianwen, imperatore cinese (n. 1377)
- 16 luglio - Pino II Ordelaffi, nobile italiano (n. 1356)
- 1º agosto - Edmondo Plantageneto, I duca di York, duca (n. 1341)
- 12 agosto - Carlo di Navarra, principe spagnolo (n. 1397)
- 12 agosto - Elisa d'Este, nobile italiana (n. 1337)
- 3 settembre - Gian Galeazzo Visconti, politico italiano (n. 1351)
- 31 ottobre - Scarpetta Ordelaffi, vescovo cattolico italiano
- 27 dicembre - Markvart di Úlice, militare boemo
- Paolo di Bonaiuto, scultore italiano
- Tomaso Ghilini, nobile e condottiero italiano
- Margherita di Beaujeu, nobile (n. 1346)
- Mustafà Çelebi, principe ottomano (n. 1380)
- Oleg II di Rjazan', principe russo
- Pietro Bordo di San Superano, avventuriero spagnolo
- Fratelli Zeno, navigatore italiano (n. 1326)
- Pecino da Nova, pittore italiano
- Elisabetta di Baviera, nobile tedesca (n. 1329)
- Pietro III di Empúries, principe